# 篠舞衣
篠 舞衣（しの まい、1994年1月23日 - ）は、千葉県出身の女優。アートプロダクション所属。

## 人物
特技はけん玉、開脚。

## 出演

### TV
- 世界笑える!ジャーナル（2010年、TBS）
- アイドル動鑑（2011年3月27日、BSフジ）
- 中居正広の金曜日のスマたちへ（TBS）
  - 中居正広のキンスマ新春スペシャル「AKB48波乱万丈」（2012年1月6日） - 再現ドラマ・大島優子 役
  - 中居正広のキンスマスペシャル「大家族の元妻…林下美奈子の壮絶半生」（2013年6月7日） - 再現ドラマ・林下美奈子（現、美奈子） 役
- ニッポン大女優伝説（2012年4月10日、TBS） - 再現VTR・三條美紀 役
- 全力坂（2012年4月19日・25日、テレビ朝日）

### オリジナルビデオ
- リアル隠れんぼファイナル（2011年、ブロードウェイ） - 戸隠ミサ 役
- ほんとうにあった怖い話　第二十夜「最後のあいさつ」（2011年、ブロードウェイ） - 飯田菜月 役
- 霊界交信 心霊メッセンジャー 賀大峰誠（2011年、MAXAM）
- 呪いのサイト2「サナエ」（2011年、ブロードウェイ） - 安川沙菜絵 役

### Web
- NTT西日本 「家デジ・少女歌劇団」（2011年6月） - 家田光代 役

### その他
- ガンダムカフェ 店頭VP（2012年）